# Margaret Hayes
Margaret Hayes (geboren am 5. Dezember 1916 in Baltimore, Maryland, USA als Florette Regina Ottenheimer; gestorben am 26. Januar 1977 in Miami Beach, Florida, USA) war eine US-amerikanische Schauspielerin.

## Leben und Werk
Florette Regina Ottenheimer wurde 1916 (1913, 1915, 1922 oder 1924) als Tochter einer Pianistin geboren. Ihr Vater war einer der ersten Sprecher im Radio, Songschreiber, arbeitete am Theater und wurde schließlich Immobilienmakler. Sie absolvierte die Forest Park High School 1932. Während dieser Zeit trat sie in Amateurproduktionen und eine Saison lang in einer Theatergruppe auf. Danach ging sie auf die Johns Hopkins University und wurde dort zur Lehrerin ausgebildet. Nach dem Abschluss arbeitete sie unter anderem als Schaufensterdekorateurin und Modekoordinatorin.
1938 kam sie nach New York und arbeitete dort erfolgreich als Model. Dabei kam sie mit Walter Winchell und weiteren Journalisten in Kontakt. Diese fanden den Namen Florette DeBussy, den sie sich mittlerweile gegeben hatte, ungeeignet für die angestrebte Karriere am Broadway und nannten sie Dana Dale. Unter diesem Namen feierte sie am 27. Dezember 1938 ihr Broadwaydebüt in dem Stück Bright Rebel. Wie hunderte Schauspielerinnen machte auch sie Probeaufnahmen für die Rolle der Scarlett O’Hara in dem Film Vom Winde verweht. Die Rolle bekam sie nicht, machte aber die Talentsucher Hollywoods auf sich aufmerksam. Bald hatte sie einen Vertrag bei Warner Bros., wechselte aber nach kurzer Zeit zu Paramount. Da Paramount bereits die Schauspielerin Virginia Dale unter Vertrag hatte und keine zwei Schauspielerinnen mit demselben Nachnamen wollte, bekam sie zunächst den Namen Dana Edwards, der schon bald zu Margaret Hayes geändert wurde. Relativ schnell bekam sie bessere Rollen wie in Sullivans Reisen oder The Lady Has Plans bis hin zu Hauptrollen in B-Movies wie Stand By All Networks oder Scattergood Survives a Murder.
Mitte der 1940er Jahre kehrte sie zurück nach New York. Dort trat sie viel im Radio auf, war aber auch am Theater zu sehen, unter anderem am Broadway. Schließlich zog sie sich vorübergehend ganz von der Schauspielerei zurück und arbeitete als Reporterin beim Life Magazin. Ab Anfang der 1950er Jahre war sie in Fernsehserien, vor allem in Anthologie-Serien, zu sehen. In Robert Montgomery Presents, ebenfalls eine Anthologie-Serie, hatte sie in 17 Folgen einer Staffel Auftritte. 1955 zog sie wieder nach Kalifornien und war in der Folge in vielen Fernsehserien und Filmen zu sehen. Unter den Filmen werden neben Die Saat der Gewalt vor allem Sensation am Sonnabend, Gefangene des Stroms und Asphaltgeier hervorgehoben. Ab Mitte 1958 trat sie unter dem Namen Maggie Hayes auf. Ihr letzter Film war 1962 Der Tiger ist unter uns. Zudem hatte sie Gastauftritte in Fernsehserien wie Cheyenne, Abenteuer im wilden Westen, Perry Mason, 77 Sunset Strip, Preston & Preston oder Flipper. Everett Aaker hebt dabei besonders ihren Auftritt in der Folge Besuch der Gräfin Chadwick der Serie Bonanza hervor. Ihre letzte Rolle in einer Fernsehserie spielte sie 1965 in 44 Folgen der Daily Soap A Time for Us. Nach ihrer Schauspielkarriere arbeitete Margaret Hayes zunächst bei Bergdorf Goodman, wo sie für „Special Events“ zuständig war. Später beschäftigte sie sich mit dem Design von Schmuck. Zum Verkauf ihrer Stücke eröffnete und führte sie ein Schmuckgeschäft. Zudem veröffentlichte sie ein Buch über dieses Thema: The Maggie Hayes Jewelry Book.
Margaret Hayes war dreimal verheiratet. Ihr erster Mann war Charles Debuskey. Die Ehe endete 1939. 1942 heiratete sie den Schauspieler Leif Erickson nur wenige Stunden, nachdem dessen Scheidung von Frances Farmer rechtskräftig geworden war. Die Ehe hielt nur etwa einen Monat. Ihr dritter Ehemann war ab Ende 1947 Herbert Bayard Swope jr. Die Ehe bestand 26 Jahre bis zur einvernehmlichen Scheidung 1973. Das Paar hatte zwei Kinder, einen Sohn und eine Tochter, die Schauspielerin Tracy Brooks Swope. Margaret Hayes starb am 26. Januar 1977 an Krebs in Verbindung mit einer Hepatitis.
Margaret Hayes wurde unter anderem von Agi Prandhoff, Gisela Trowe, Eleonore Noelle, Tilly Lauenstein, Rose-Marie Kirstein, Elisabeth Ried und Friedel Schuster synchronisiert.

## Filmografie (Auswahl)
- 1940: The Man Who Talked Too Much
- 1940: Im Taumel der Weltstadt (City for Conquest)
- 1940: Just a Cute Kid (Kurzfilm)
- 1941: Banditenjagd in Colorado (In Old Colorado)
- 1941: New York Town
- 1941: Eheposse (Skylark)
- 1941: The Night of January 16th
- 1941: Sullivans Reisen (Sullivan’s Travels)
- 1941: Louisiana Purchase
- 1942: The Lady Has Plans
- 1942: Saboteure (Saboteur)
- 1942: Liebling, zum Diktat (Take a Letter, Darling)
- 1942: Der gläserne Schlüssel (The Glass Key)
- 1942: Stand By All Networks
- 1942: Scattergood Survives a Murder
- 1942: One Dangerous Night
- 1943: They Got Me Covered
- 1946: Little Women (Fernsehfilm)
- 1952–1953: Robert Montgomery Presents (Fernsehserie, 17 Folgen, verschiedene Rollen)
- 1955: Die Saat der Gewalt (Blackboard Jungle)
- 1955: Sensation am Sonnabend (Violent Saturday)
- 1956: Gefangene des Stroms (The Bottom of the Bottle)
- 1956: Wyatt Earp greift ein (The Life and Legend of Wyatt Earp, Fernsehserie, 3 Folgen)
- 1956: Cheyenne (Fernsehserie, Folge 2x08)
- 1957: Sturm über Persien (Omar Khayyam)
- 1957: Abenteuer im wilden Westen (Dick Powell’s Zane Grey Theater, Fernsehserie, 2 Folgen, 2 Rollen)
- 1957: Trackdown (Fernsehserie, Folge 1x03)
- 1957–1963: Perry Mason (Fernsehserie, 4 Folgen, 4 Rollen)
- 1958: Einer stand allein (Damn Citizen) 1
- 1958: Fräulein (Fraulein) 1
- 1958: Girl in the Woods 1
- 1958: Asphaltgeier (The Case Against Brooklyn) 1
- 1958: Yancy Derringer (Fernsehserie, Folge 1x08)
- 1959: Der Henker wartet schon (Good Day for a Hanging) 1
- 1959: Die Haltlosen (The Beat Generation) 1
- 1959: Blonde Locken – scharfe Krallen (Girls Town) 1
- 1959: New Orleans, Bourbon Street (Bourbon Street Beat, Fernsehserie, Folge 1x02)
- 1961: Ein Fall für Michael Shayne (Michael Shayne, Fernsehserie, Folge 1x16)
- 1961: Tausend Meilen Staub (Rawhide, Fernsehserie, Folge 3x29)
- 1961: Bonanza (Fernsehserie, Folge 3x09)
- 1962: Der Tiger ist unter uns (13 West Street)
- 1962: 77 Sunset Strip (Fernsehserie, Folge 4x24)
- 1962: Revolte in Block A (House of Women)
- 1964: Preston & Preston (The Defenders, Fernsehserie, Folge 3x16)
- 1964: Flipper (Fernsehserie, 2 Folgen)
- 1965: A Time for Us (Fernsehserie, 44 Folgen)

Anmerkung

## Auszeichnung
1953 wurde Margaret Hayes mit einem Sylvaniaaward für ihre Rolle in der Folge Appointment in Samarra aus der Serie Robert Montgomery Presents ausgezeichnet. Sie soll noch weitere Fernsehawards erhalten haben.
Es wird auch behauptet, sie sei für ihre Rolle in Die Saat der Gewalt für einen Oscar in der Kategorie Beste Nebendarstellerin nominiert gewesen. Tatsächlich war der Film bei der Oscarverleihung 1956 in vier Kategorien nominiert, es war aber keine Schauspielkategorie darunter.

## Werk
- mit Alfred Allan Lewis: The Maggie Hayes Jewelry Book, Van Nostrand Reinhold Company, 1972, ISBN 0-442-78488-0